# 明奇海峡

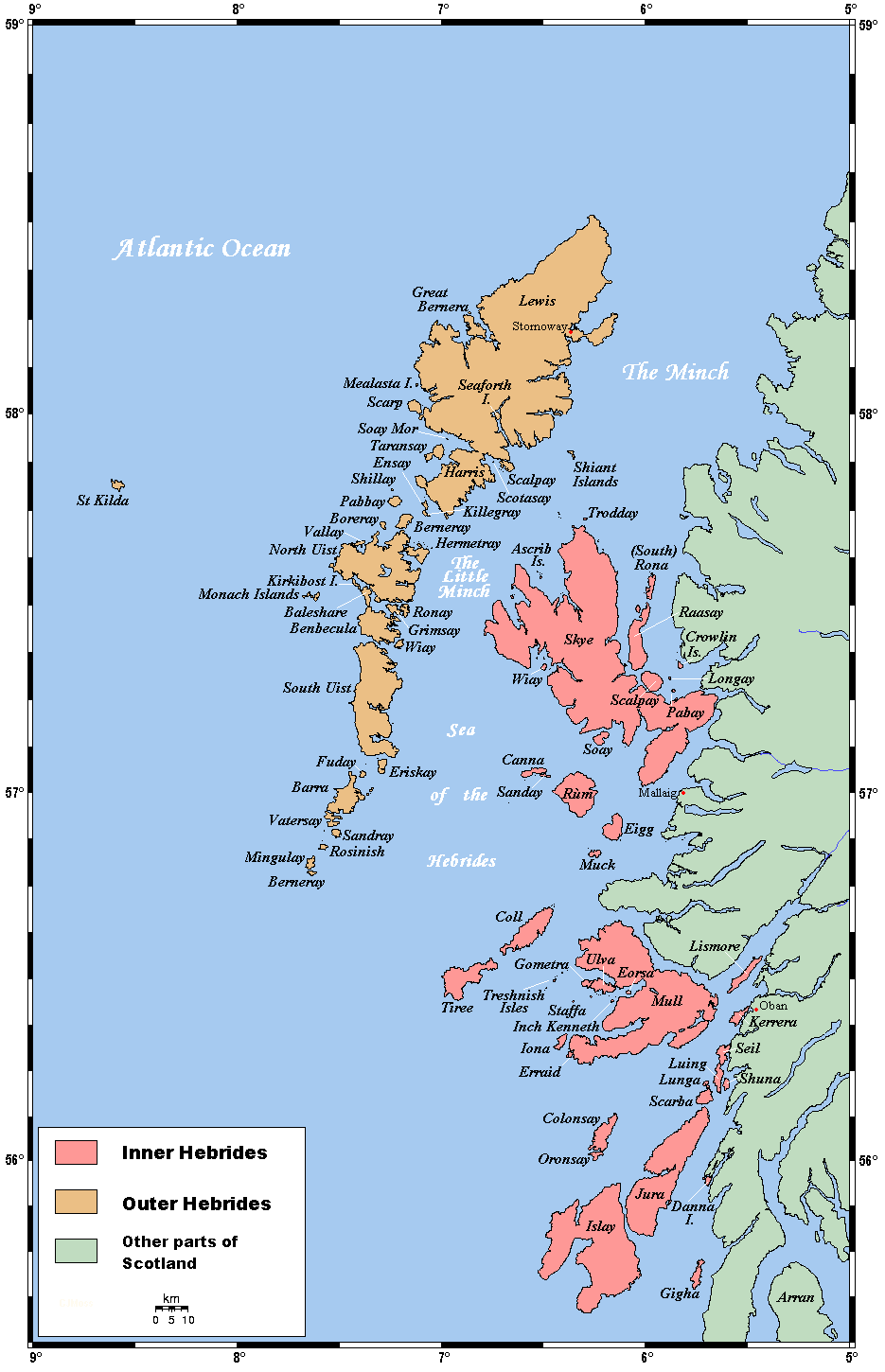
赫布里底群岛地图，明奇海峡位于其中

明奇海峡（英語：The Minch）是位于英国苏格兰西北的海峡，将苏格兰高地、内赫布里底群岛与外赫布里底群岛的刘易斯-哈里斯岛分开。而下明奇海峡，或小明奇海峡则延伸至赫布里底海，将内赫布里底群岛与外赫布里底群岛分开。